# Prisma triangular triaumentado
Em geometria, o prisma triangular triaumentado é um dos sólidos de Johnson (J51). Como o nome sugere, pode ser construído aumentando-se um prisma triangular ao juntar-se três pirâmides quadradas (J1) a três de suas faces. 